# Bernard Roy
Bernard Roy (Moulins, 15 marzo 1934 – Le Plessis-Robinson, 28 ottobre 2017) è stato un matematico francese.

## Biografia
Bernard Roy era professore emerito all'Università Paris-Dauphine. Nel 1974 fondò il "Laboratoire d'Analyse et de Modélisation des Systèmes pour l'Aide à la Décision" (Lamsade). Lavorò alla teoria dei grafi, inoltre creò e sviluppò i metodi ELECTRE riguardanti l'aiuto nei criteri multipli di decisione.